# Franc Dierl
Franc Dierl (* 21. Juni 1970 in Marktredwitz) ist ein deutscher Politiker der CSU und Architekt. Er ist seit November 2023 Mitglied des Bayerischen Landtages.

## Leben
Nach dem Abitur in Bayreuth und einer Berufsausbildung zum Bauzeichner studierte Dierl Architektur an der Fachhochschule in Regensburg. Das Studium schloss er 1998 als Diplom-Ingenieur (FH) ab. 2002 bis 2009 war er als angestellter Architekt tätig, 2010 erfolgte die Gründung eines eigenen Architekturbüros in Speichersdorf.
Dierl wohnt in Speichersdorf und gehört dort seit 2014 dem Gemeinderat an, seit 2020 als 3. Bürgermeister. In den Kreistag Bayreuth wurde er 2020 gewählt und steht seitdem der Fraktion der CSU als Vorsitzender vor. Er ist Mitglied im Kreisausschuss.
Mitglied der CSU ist Franc Dierl seit 2000, 2008 bis 2023 war er Ortsvorsitzender in Speichersdorf, seit 2009 ist er Mitglied des Kreisvorstandes in verschiedenen Funktionen, seit 2023 ist er Vorsitzender des Kreisverbandes der CSU-Bayreuth-Land. In dieser Funktion gehört er auch dem Bezirksvorstand der CSU-Oberfranken an. Den Vorsitz der CSU-Bundeswahlkreiskonferenz Bayreuth hält Dierl seit 2018 inne. 
Bei der Landtagswahl am 8. Oktober 2023 wurde Franc Dierl für den Stimmkreis Bayreuth (403) direkt in den Bayerischen Landtag gewählt. Er gehört dem Ausschuss für Wissenschaft und Kunst sowie dem Ausschuss für Umwelt und Verbraucherschutz an. Zudem ist er Mitglied des Landesdenkmalrates sowie Vorsitzender des Anstaltsbeirates der JVA St. Georgen-Bayreuth und Vorsitzender des Forensikbeirates des Bezirkskrankenhauses Bayreuth.

## Privates
Dierl ist verheiratet und hat zwei Kinder. Er ist römisch-katholischer Konfession.